# Lijst van burgemeesters van Alphen en Riel
Dit is een lijst van burgemeesters van de voormalige Nederlandse gemeente Alphen en Riel tot die gemeente op 1 januari 1997 opging in de gemeenten Alphen-Chaam en Goirle.
| Ambtsperiode | Naam burgemeester                   | Partij of stroming | Bijzonderheden                                                                                           |
| ------------ | ----------------------------------- | ------------------ | --- |
| 1810 - 1843  | Jacobus Wilhelmus Hendrickx         |                    | van 1814 tot 1825 (gemeente)schout                                                                       |
| 1843 - 1884  | Pieter Cornelis Hendrickx           |                    | zoon van vorige burgemeester                                                                             |
| 1884 - 1887  | A. Olieslagers                      |                    | |
| 1887 - 1914  | S.A. Vosters                        |                    | |
| 1915 - 1937  | W.C.A. Huijbregts                   |                    | |
| 1938 - 1955  | L.M.C. Ancion                       |                    | |
| 1956 - 1963  | jhr.mr. J.J. Smits van Oyen         | KVP                | |
| 1963 - 1971  | mr. D.J.Th.J. Osse                  | KVP                | later burgemeester van Waalre                                                                            |
| 1972 - 1986  | mr. Tom (Th.A.G.M.) van der Weijden | KVP                | vader P.M.M. van der Weijden en grootvader P.A.T. van der Weijden waren beide burgemeester van Nieuwkoop |
| 1986 - 1992  | Henk (H.W.H.) Krijgsman             | VVD                | later burgemeester van Budel en Westvoorne                                                               |
| 1992 - 1997  | mr. Ger (G.M.) van Oerle (wnd)      | CDA                | voorheen burgemeester van Geffen en Nuland (1971-1978) en van Sint-Oedenrode (1978-1991)                 |